# Aeroport Orienburg
Mieżdunarodnyj aeroport "Orienburg" S.A., (ros. Акционерное общество "Международный аэропорт "Оренбург") – rosyjskie linie lotnicze z siedzibą w porcie lotniczym Orenburg. 
W marcu 2021 linie dysponowały siedmioma samolotami: L-410 UVP-E20 (5), Mi-8Т (2).